# Charlie Jane Anders
Pour les articles homonymes, voir Anders.
Œuvres principales
- Tous les oiseaux du ciel

Charlie Jane Anders, née le 24 juillet 1969 dans le Connecticut, est une écrivaine américaine de science-fiction et de fantasy, féministe et queer. Ses romans et ses nouvelles sont récompensés par une dizaine de prix, dont le prix Hugo de la meilleure nouvelle longue. Engagée pour les droits des minorités, elle est à l'origine avec Annalee Newitz du podcast Our Opinions Are Correct, lui aussi récompensé à deux reprises, sur le sens de la science-fiction au regard des enjeux contemporains.

## Biographie

### Enfance et formation
Charlie Jane Anders naît le 24 juillet 1969,. Elle grandit à Mansfield, une petite ville agricole près de Storrs, dans le Connecticut,.
Elle étudie à l'Université de Cambridge en Angleterre la littérature anglaise et asiatique ainsi qu'en Chine,.

### Carrière littéraire

#### Autrice
L'écrivaine publie son premier texte de science-fiction en 1999 avec Fertility, qui sera ensuite suivi par plus d'une centaine d'histoires de genres divers. Charlie Jane Anders est ainsi publiée dans des revues américaines de science-fiction : Asimov’s, Tor.com, F&SF, Strange Horizons ou encore Tin House,. Elle écrit également pour des publications plus traditionnelles en tant que commentatrice, comme dans San Francisco Bay Guardian, Mother Jones, The Wall Street Journal ou encore San Francisco Gate,,,.  Elle écrit aussi des essais et histoires pour des anthologies telles que Sex For America : Politically Inspired Erotica, The McSweeney's Joke Book of Book Jokes et That's Revolting! : Queer Strategies for Resisting Assimilation,,.
Son premier roman, Choir Boy, paraît en 2005 chez Soft Skull Press. Il raconte l'histoire d'un garçon qui décide par tous les moyens de retarder la mue de sa voix afin de pouvoir continuer à chanter en tant qu'enfant de chœur. Le livre remporte un Lambda Literary Award.
En 2014, Tor Books acquiert deux romans de Charlie Jane Anders. All the Birds in the Sky, qui obtiendra plusieurs prix littéraires, est publié en 2016, et The City in the Middle of the Night en 2019. Entre les deux publications paraît également chez Subterranean Press en 2018 Rock Manning Goes for Broke.
En 2017, Tor Teen acquiert une trilogie de Charlie Jane Anders destinée aux jeunes adultes. Le premier roman, Victories Greater than Death, est publié en 2021, le second, Dreams Bigger than Heartbreak, en 2022 et le troisième Promises Stronger Than Darkness en 2023,,.
Charlie Jane Anders publie également deux recueils de nouvelles : Six Months, Three Days, Five Others en 2017 et Even Greater Mistakes en 2021 qui obtiendra en 2022 le prix Locus du meilleur recueil de nouvelles,,.

#### Éditrice, organisatrice d'événements et animatrice
En plus de son travail d'autrice, Charlie Jane Anders a de nombreuses autres activités littéraires.
En 2002, elle fonde, avec l'écrivaine Annalee Newitz, sa compagne, la revue Other, le « magazine de la culture pop et de la politique pour les nouveaux exclus ». Elle sera éditrice pendant toute la diffusion du magazine de 2002 à 2007,,. En 2008, elle fonde, toujours avec sa compagne Annalee Newitz, un blog évoquant à la fois la science et la science-fiction : io9. Elle est coéditrice du blog. Elle quittera ses fonctions en avril 2016 pour se consacrer complètement à l'écriture de romans.
Charlie Jane Anders est également organisatrice d’événements. Par exemple elle organise en 2005 l'événement « Ballerina pie fight » pour le magazine Other dans le but de récolter des fonds. Elle co-organise également la « Cross-Gender Caravan », une tournée nationale d'auteurs transgenres et genderqueer. Un dimanche de février 2012, elle décide d'organiser un événement impliquant les librairies et les chocolateries situées dans le même quartier de San Francisco afin de faire revenir les citoyens dans les librairies. Elle anime aussi « Writers with Drinks », une série de lectures mensuelles primée basée au bar Makeout Room de San Francisco. Commencée en 2001, la série de lectures présente des auteurs d'un large éventail de genres et a été remarquée notamment grâce aux introductions d'auteurs innovantes réalisées par Charlie Jane Anders et qui associent actualité et commentaires personnels. Pendant la pandémie de Covid-19, elle aide à organiser une série de collectes de fonds en ligne pour les librairies locales sur welovebookstores.org.
En mars 2018, Charlie Jane Anders et Annalee Newitz lancent un podcast intitulé Our Opinions Are Correct qu'elles co-animent toutes les deux. Il explore le sens de la science-fiction, en regardant comment ce genre aborde les grands enjeux contemporains. Le podcast a remporté le prix Hugo du meilleur fancast en 2019, 2020 et 2022,,.
Au début des années 2020, elle co-crée le personnage de Marvel Comics Shela Sexton, également connu sous le nom d'Escapade, un super-héros trans mutant. Le personnage fait ses débuts dans Marvel's Voices : Pride # 1 en juin 2022,.
Elle est également membre de jury littéraire comme en 2008 pour le prix Otherwise.

### Vie privée
Elle est la compagne de l'écrivaine Annalee Newitz avec qui elle a également fondé un magazine, un blog et un podcast.
Elle vit entre autres à Hong Kong et Boston avant de s'installer à San Francisco.

## Œuvres

### SérieUnstoppable
1. (en) Victories Greater Than Death, 2021Prix Locus du meilleur roman pour jeunes adultes 2022
2. (en) Dreams Bigger than Heartbreak, 2022Prix Locus du meilleur roman pour jeunes adultes 2023
3. (en) Promises Stronger Than Darkness, 2023Prix Locus du meilleur roman pour jeunes adultes 2024

### Romans indépendants
- (en) Choir Boy, 2005
- Tous les oiseaux du ciel, J'ai lu, coll. « Nouveaux Millénaires », 2018 ((en) All the Birds in the Sky, 2016), trad. Laurent Queyssi, 382 p.  (ISBN 978-2-290-15063-4)Réédition J'ai lu, coll. « Science-fiction » no 12713, 2019, 445 p. (ISBN 978-2-290-17287-2) - Prix Nebula du meilleur roman 2016 et prix Locus du meilleur roman de fantasy 2017
- (en) Rock Manning Goes for Broke, 2018
- (en) The City in the Middle of the Night, 2019Prix Locus du meilleur roman de science-fiction 2020

### Recueils de nouvelles
- Six mois, trois jours, J'ai lu, coll. « Nouveaux Millénaires », 2019 ((en) Six Months, Three Days, Five Others, 2017), trad. Laurent Queyssi, 160 p.  (ISBN 978-2-290-20962-2)
- (en) Even Greater Mistakes, 2021Prix Locus du meilleur recueil de nouvelles 2022

## Prix
Son travail est récompensé par de nombreux prix :
- Prix Lambda Literary 2005 pour Choir Boy[4]
- Prix Hugo de la meilleure nouvelle longue 2012 pour Six mois, trois jours[36]
- Prix Nebula du meilleur roman 2016 pour Tous les oiseaux du ciel[37]
- Prix IAFA William L. Crawford Fantasy 2017 pour Tous les oiseaux du ciel[38]
- Prix Locus du meilleur roman de fantasy 2017 pour Tous les oiseaux du ciel[39]
- Prix Theodore-Sturgeon 2018 pour Don't Press Charges and I Won't Sue, un récit de science-fiction publié dans Boston Review[40],[41]
- Prix Hugo du meilleur podcast amateur 2019 pour Our Opinions Are Correct[30]
- Prix Locus du meilleur roman de science-fiction 2020 pour The City in the Middle of the Night[42]
- Prix Locus de la meilleure nouvelle courte 2020 pour The Bookstore at the End of America[43]
- Prix Hugo du meilleur podcast amateur 2020 pour Our Opinions Are Correct[31]
- Prix Locus du meilleur roman pour jeunes adultes 2022 pour Victories Greater Than Death[21]
- Prix Locus du meilleur recueil de nouvelles 2022 pour Even Greater Mistakes[21]
- Prix Hugo du meilleur livre non-fictif ou apparenté 2022 pour Never Say You Can’t Survive[32]
- Prix Hugo du meilleur podcast amateur 2022 pour Our Opinions Are Correct[32]
- Prix Locus du meilleur roman pour jeunes adultes 2023 pour Dreams Bigger than Heartbreak
- Prix Locus du meilleur roman pour jeunes adultes 2024 pour Promises Stronger Than Darkness